# Erbgang (Biologie)
Der Erbgang ist die Bezeichnung eines anhand des Stammbaums nachzuvollziehenden Vererbungsvorgangs einer durch Gene mehr oder weniger festgelegten Eigenschaft. Von Interesse sind dabei vor allem Erbkrankheiten.

## Obligatorische Angaben
Zur exakten Beschreibung eines Erbgangs gehören drei Hauptkriterien, die in der folgenden Reihenfolge wiedergegeben werden:

### 1. Anzahl involvierterLoci
- monogen (häufig auch „einfach“) – ein Locus ('Gen-Ort')
- oligogen – wenige Loci
- polygen – viele Loci

### 2. BetroffeneChromosomen
- autosomal – Loci liegen nicht auf den Geschlechtschromosomen
- gonosomal – Loci liegen auf einem Geschlechtschromosom
  - X-chromosomal – Loci liegen auf dem X-Chromosom (der häufigere Fall)
  - Y-chromosomal – Loci liegen auf dem Y-Chromosom
  - W-chromosomal – Loci liegen auf dem W-Chromosom (bei Vögeln und einigen Reptilien)
  - Z-chromosomal – Loci liegen auf dem Z-Chromosom (bei Vögeln und einigen Reptilien)
- mitochondrial – Loci liegen auf der mitochondrialen DNA

### 3. ZusammenhangGenotyp–Phänotyp
- dominant
- rezessiv
- kodominant
- intermediär

## Ergänzende Angaben
Nach Nennung der obligatorischen Angaben kann ein Erbgang durch ergänzende Angaben noch weiter spezifiziert werden:

### Zufalls- und Umweltinteraktionen
- Penetranz
  - vollständig
  - unvollständig (Prozentzahl angeben)
- Expressivität
  - invariabel
  - variabel
- Heritabilität (bei Polygenen und gelegentlich auch bei Oligogenen)

### Geschlechtsinteraktionen
- Geschlechtsgekoppelte Vererbung (grundsätzlich bei gonosomalen Loci)
- Geschlechtslimitierte Phänotyp-Ausprägung (z. B. Kryptorchismus)
- Vererbung in maternaler Linie (bei Loci auf der mitochondrialen DNA[1] und W-chromosomalen Loci)
- Vererbung in paternaler Linie (bei Y-chromosomalen Loci)

### Locus-Locus-Interaktionen
- Epistasie mit anderen Loci (z. B. Überdominanz, auch Superdominanz genannt)
- Kopplung mit anderen Loci
- Pleiotropie
- Homozygote Letalfaktoren
- Semiletalfaktoren

### EpigenetischeInteraktionen
- Maternale oder paternale Imprinting-Phänomene

## Festlegung des Erbgangs
Die Festlegung und Beschreibung des Erbgangs geschieht primär über mathematisch-statistische Methoden (z. B. Segregationsanalyse). Sind die involvierten Loci bekannt, können auch molekulargenetische Methoden zum Einsatz kommen.